# David Gamm
Pour les articles homonymes, voir Gamm.
David Gamm, né le 15 février 1995 à Brilon, est un lugeur allemand en activité.

## Palmarès
- Championnats du monde de luge
  -  Médaille de bronze en double avec Robin Geueke en 2017
- Championnats d'Europe de luge
  -  Médaille de bronze en double avec Robin Geueke en 2017